# 푼초자
푼초자(러시아어: фунчоза) 또는 살라트 푼초자(러시아어: салат фунчоза)는 잡채가 변형된 고려인 음식이다.

## 이름
러시아어 "푼초자(фунчоза)"는 "당면"이라는 뜻이며, "살라트(салат)"는 "샐러드"라는 뜻이다. 잡채와 비슷한 고려인 요리는 "한국식 당면"이라는 뜻인 "푼초자 포코레이스키(фунчоза по-корейски)"나 "한국식 당면 샐러드"라는 뜻인 "살라트 푼초자 포코레이스키(салат фунчоза по-корейски)"라고 불리기도 한다.

## 만들기
당면 대신 쌀 버미셀리를 쓰는 경우가 많다. 쌀 버미셀리는 끓는 물을 부어 10분 간 담가 뒀다가 찬 물에 잘 헹궈서 체에 받쳐 물기를 빼서 쓰며, 당근은 식초, 소금, 후추, 설탕으로 무쳐서 잠깐 재 뒀다가 쓴다. 채썰어 둔 오이, 단고추 등 채소와, 간장 양념에 볶아 둔 고기와 양파, 미리 다져 둔 마늘, 무쳐 둔 당근, 준비해둔 쌀 버미셀리와 딜 등 허브를 넣고, 간장을 조금 넣은 뒤 잘 섞어 낸다.

## 같이 보기
- 마르코프차
- 판싯 비혼